# Fritillaria imperialis
Fritillaria imperialis és una espècie de planta del gènere Fritillaria de la família de les Liliàcies. És nativa de l'Iran, Afganistan, el Pakistan, Turquia i de la regió de l'Himàlaia.
És una planta bulbosa que pot arribar a mesurar fins a un metre d'alçada i posseeix fulles verdes brillants, lanceolades, disposades a intervals al llarg de la tija. Les flors porten un plomall prominent de fulles verdes petites, revestiments de l'extrem de la tija, a sobre de les flors campaniformes disposades cap avall. L'epítet imperialis fa referència a aquest gran cercle de flors daurades, que recorda a la corona d'un emperador.
Aquesta espècie és molt apreciada com a planta ornamental. Mentre que la forma silvestre normalment floreix d'un color vermell, les cultivars presenten una gamma de color més àmplia, amb vermells, taronges i grocs. A l'hemisferi nord, la floració ocorre a finals d'abril o al maig.

## Galeria

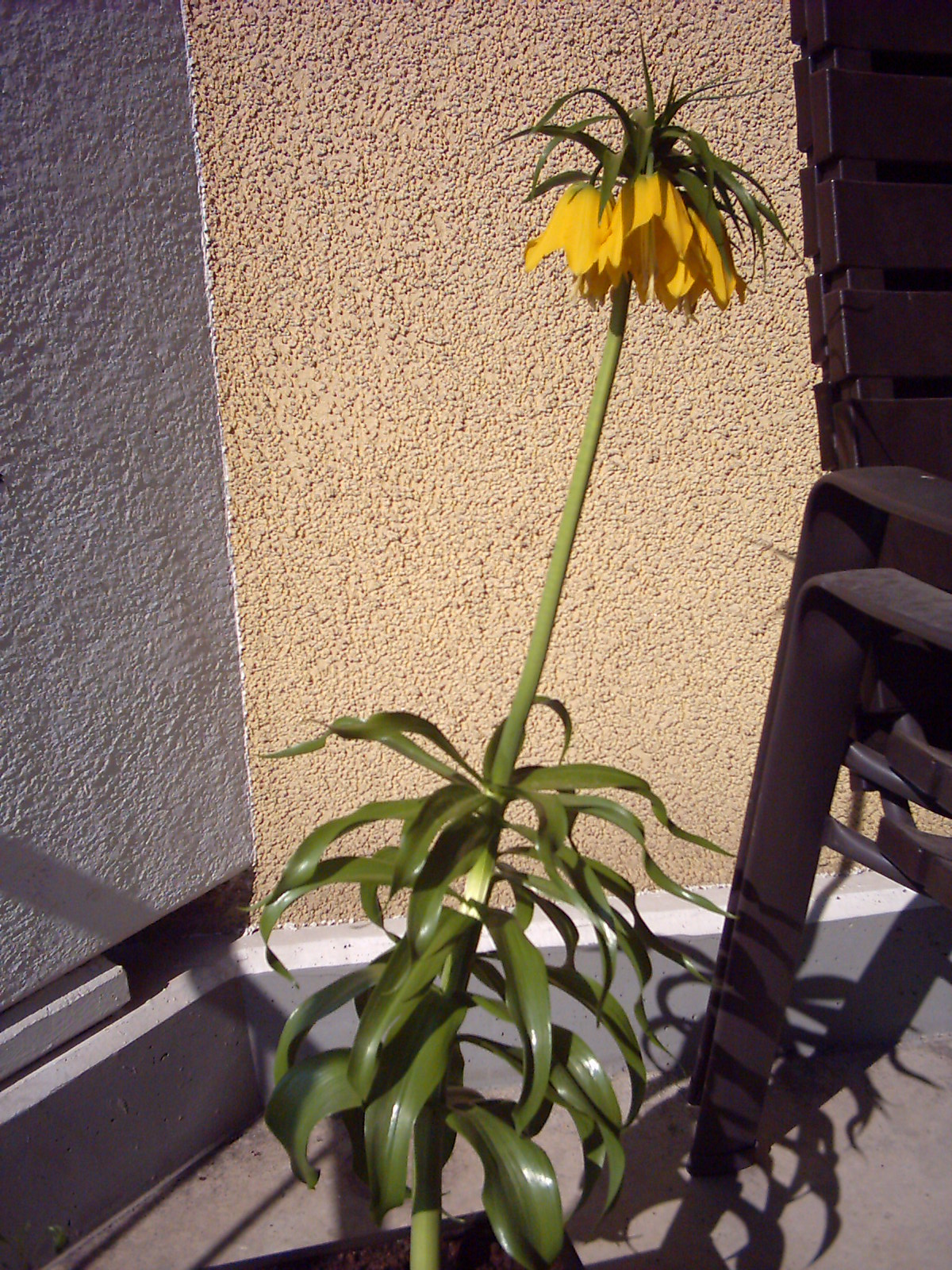
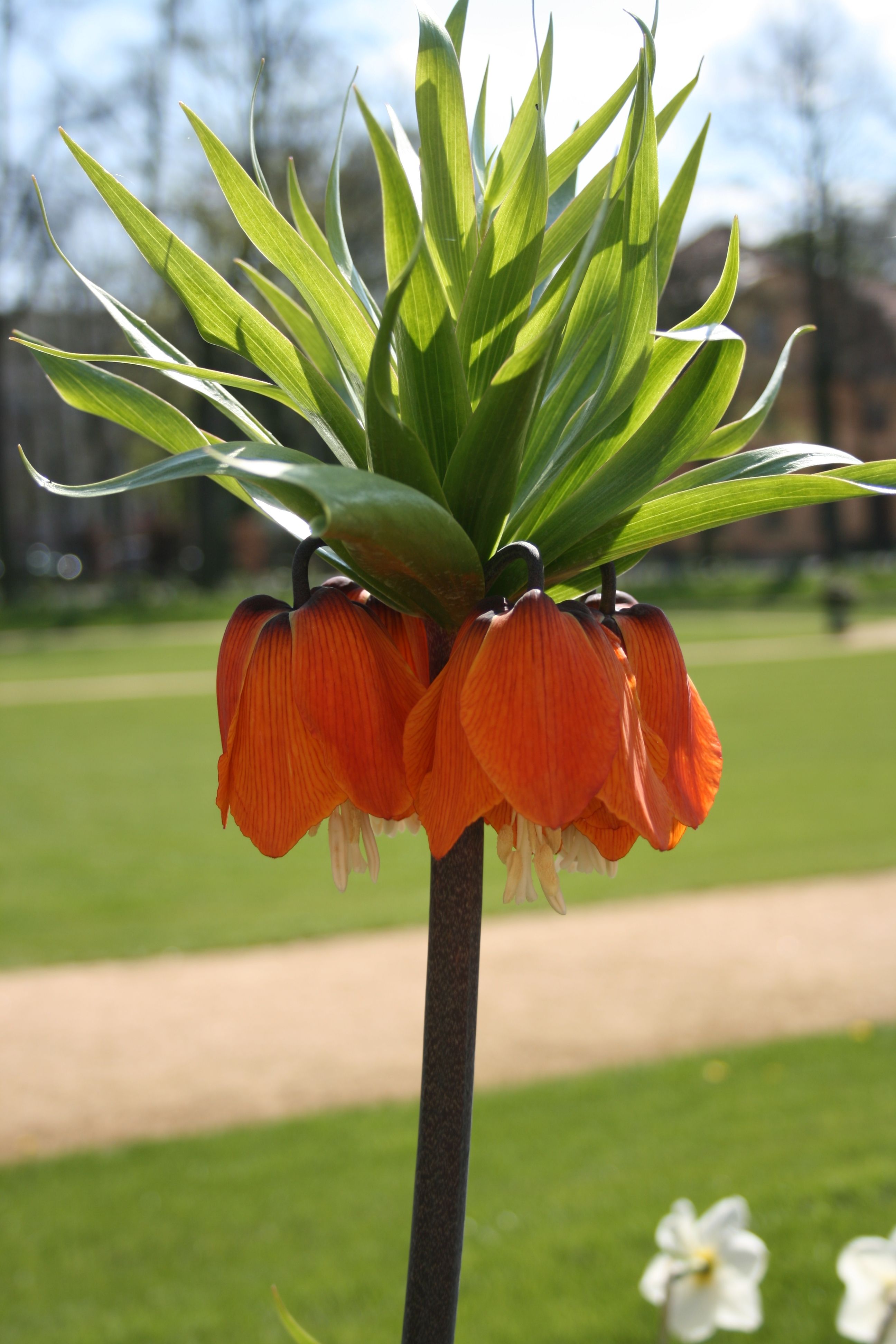
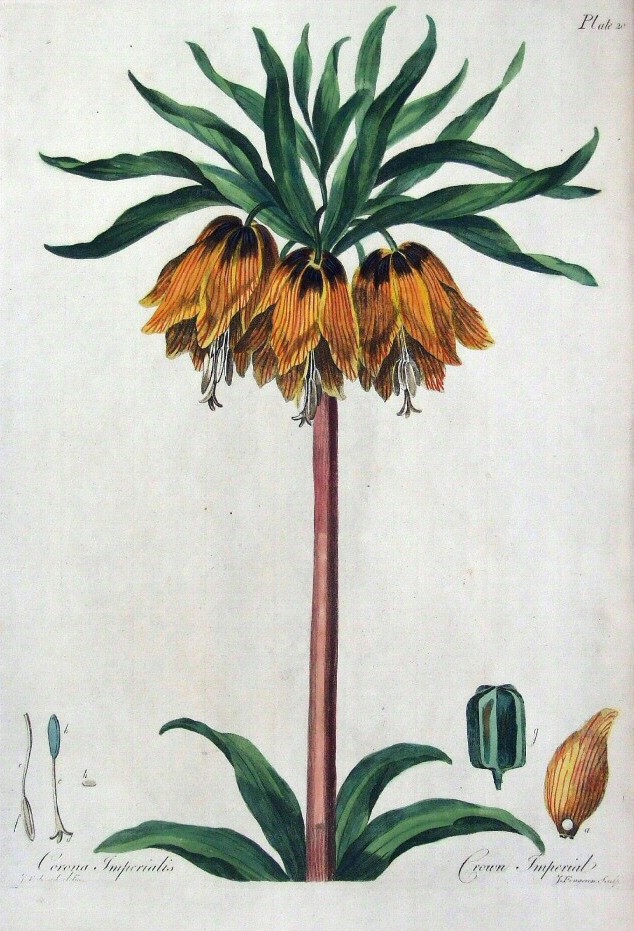